# Roßdorf (Turingia)
Roßdorf è un comune di 586 abitanti della Turingia, in Germania.
Appartiene al circondario di Smalcalda-Meiningen ed è amministrato dal comune amministratore (Erfüllende Gemeinde) di Breitungen/Werra.